# لی مارتین (بازیکن فوتبال، زاده فوریه ۱۹۶۸)
لی مارتین (انگلیسی: Lee Martin (footballer, born February 1968)؛ زادهٔ ۵ فوریهٔ ۱۹۶۸) یک بازیکن فوتبال اهل انگلستان است.
از باشگاه‌هایی که در آن بازی کرده‌است می‌توان به باشگاه فوتبال گلوسوپ نورث اند، باشگاه فوتبال بریستول راورز، منچستر یونایتد، سلتیک، و باشگاه فوتبال هادرسفیلد تاون اشاره کرد.